# العدیلیه
العدیلیة (به عربی: العدیلیة) در کویت است که در استان عاصمه واقع شده‌است.

## خصوصیات
العدیلیة ۲۰٬۲۱۱٫ نفر جمعیت دارد.